# Teos (faraon)

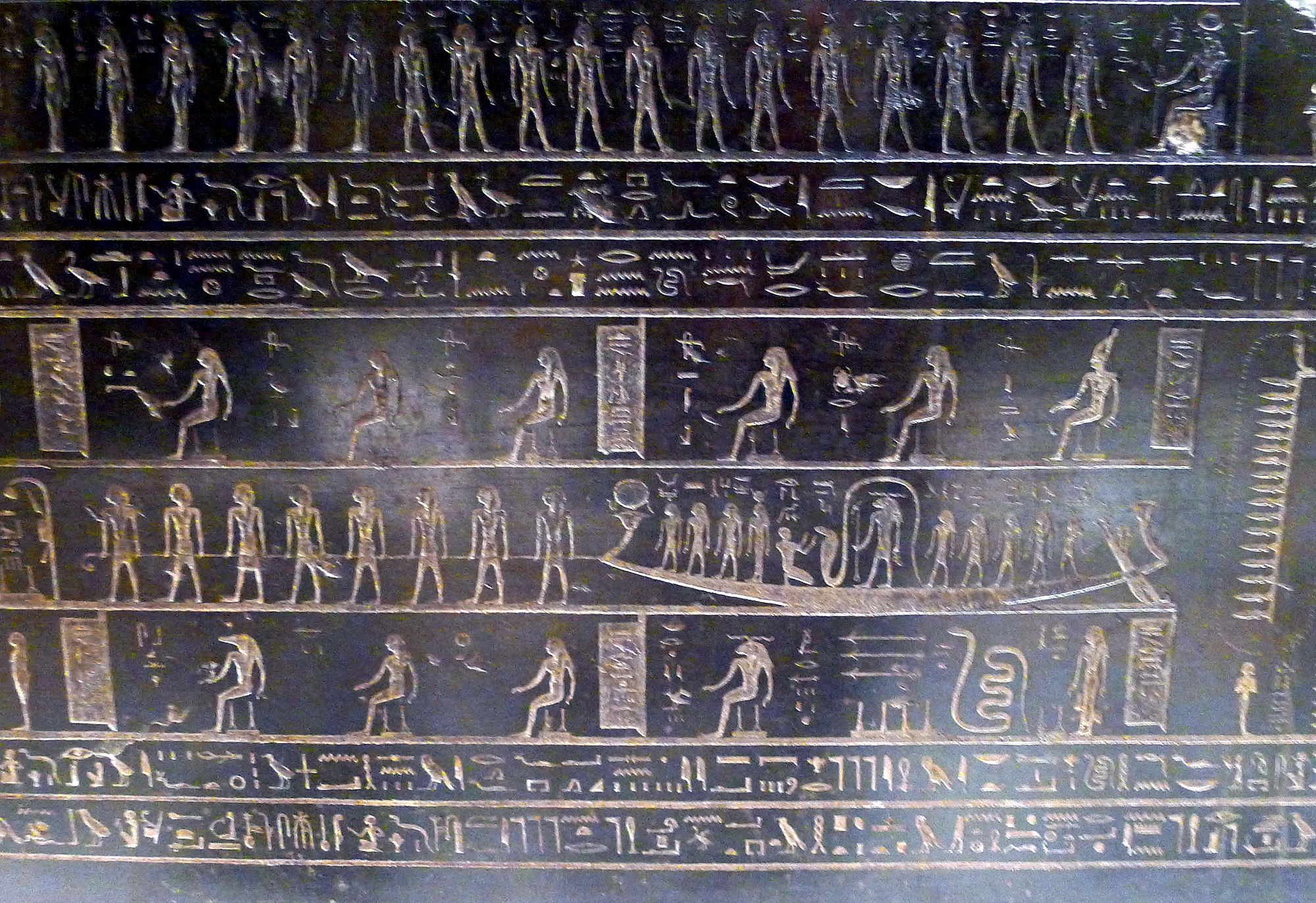
Sarcofagul lui Teos de la Muzeul Luvru

Teos (greacă veche: Τέως; egipteană: Djedhor, Djedher) sau Tachos (greacă veche: Τάχως) a fost un faraon al Egiptului din dinastia a XXX-a, ce a domnit între anii 362 și 360 î.Hr., și co-regent cu tatăl său, Nectanebo I, din 365 î.Hr.
Teos a fost detronat în 360 î.Hr. de Nectanebo al II-lea cu sprijinul lui Agesilaus al II-lea al Spartei și obligat să fugă în Persia prin Arabia. Acestuia i s-a oferit refugiu, și a trăit în Imperiul Persan până la moartea sa.